# Жёлтый малыш
Жёлтый малыш (англ. The Yellow Kid) — персонаж американского комикса, который появлялся с 1895 по 1898 год в «New York World» Джозефа Пулитцера, а позже в «New York Journal» Уильяма Рэндольфа Херста. Создан и нарисован Ричардом Ф. Аутколтом в комиксе «Переулок Хогана» (англ. Hogan's Alley) (а позже и под другими названиями), это был один из первых воскресных комиксов в американской газете, хотя его вёрстку уже подготовили политические и чисто развлекательные истории в картинках (англ. cartoons). Аутколт применил в «Жёлтом малыше» выноски, и этот элемент жанра унаследовали более поздние комиксы.
Жёлтый малыш также известен своей связью с введением термина «жёлтая пресса». Идея «желтой прессы» относилась к историям, которым придавался сенсационный оттенок ради продажи газет, и была названа так в честь комиксов «Жёлтый малыш». Несмотря на внешне детскую направленность, юмор серии Аутколта был направлен на взрослую аудиторию. Этот комикс называют «… городским театром рубежа веков, в котором классовую и расовую напряжённость новой городской потребительской среды разыгрывала группа озорных нью-йоркских детей победнее».

## История
Комикс издавался до 1898 года сначала в «New York World» Джозефа Пулитцера, а затем в «New York Journal» Уильяма Рэндольфа Хёрста. Автором сценария и художником серии был Ричард Ф. Аутколт (под этим именем был опубликован первый выпуск «Hogan’s Alley», а позднее использовались и псевдонимы).
Мики Дьюган, более известный как Жёлтый малыш, был лысым мальчиком с торчащими передними зубами. Он носил безразмерную ночную рубашку и проводил время в безделье в одном из мрачных переулков, типичных для трущоб Нью-Йорка начала XX века. Переулок Хогана был наполнен другими столь же странными персонажами, в основном тоже детьми. С глуповатой улыбкой на лице Малыш обычно общался на специфическом сленге, который также печатался на его рубахе, что высмеивало стиль написания слоганов на рекламных щитах.